# Escuela Deportiva de la Reserva Olímpica N° 6 (Omsk)
Escuela Deportiva de la Reserva Olímpica N° 6 para natación en la ciudad de Omsk es una escuela deportiva infantil y juvenil, la primera escuela especializada en natación en Omsk. Fundada el 11 de enero de 1967.

## Historia
La escuela fue inaugurada el 11 de enero de 1967, basándose en la decisión del Consejo de la Ciudad de Omsk de Diputados Populares N° 6-20. El iniciador de la creación de la escuela y su primer director fue Vladimir Semyonovich Dobrokvashin, quien es considerado el fundador de la natación en Omsk.
La idea de construir una piscina surgió después de la demostración de la necesidad de infraestructura deportiva: los niños nadaban en la fuente cerca del Cine Mayakovsky. Después de esto, comenzó un proyecto de construcción pública, en el que participaron activamente residentes de la ciudad, estudiantes universitarios y varias organizaciones.
En 1985, la escuela recibió el estatus de escuela especializada infantil y juvenil de la reserva olímpica basándose en la orden del Ministerio de Educación de la RSFSR y una carta del departamento regional de educación pública.
En 1999, se llevó a cabo la fusión de SDYUSHOR N° 6 y DYuSSh N° 29. Simonova Valentina Ivanovna, "Entrenadora Honorífica de Rusia", fue nombrada directora de la escuela combinada.
Desde 2021, el director de la escuela ha sido Nikolai Ivanovich Rusanov.

## Actividades
La principal actividad de la escuela es la enseñanza de la natación a niños y la preparación de atletas de alto nivel.
En la escuela se forman jóvenes nadadores que alcanzan grandes logros en competiciones nacionales e internacionales. Se han formado maestros del deporte de la URSS y Rusia, y maestros del deporte de clase internacional.

### Trabajo con atletas con discapacidades
En la escuela deportiva se ha trabajado con nadadores con discapacidades. En 2000, Dmitry Ostapchuk participó en los Juegos Paralímpicos de Sídney. Dmitry Polin ganó una medalla de oro y estableció un récord mundial en los Juegos Paralímpicos de Atenas 2004. En el Campeonato Mundial de 2006, volvió a ganar una medalla de oro y estableció un nuevo récord mundial. Por sus logros, Dmitry Polin recibió el título de Maestro de Honor del Deporte de Rusia. Sus entrenadores fueron Valentina Ivanovna Simonova y Andrei Sergeevich Franchenko.

### Departamento de Deportes Subacuáticos
Desde 2014, en la base del complejo deportivo "Yunost" (Juventud) que lleva el nombre de S. S. Bovkun, se abrió un departamento de deportes subacuáticos. Los entrenadores del departamento enseñan natación con aletas, y los atletas han ganado repetidamente premios en competiciones nacionales e internacionales. El Maestro del Deporte de Rusia de Clase Internacional Zajarov Oleg es ganador del campeonato mundial y de la final de la Copa del Mundo de deportes subacuáticos. En la escuela se han formado varios Maestros del Deporte de Rusia.

## Exalumnos Notables
- Andréi Kornéyev — Maestro Emérito del Deporte de Rusia, medallista de bronce en los Juegos Olímpicos, ex poseedor del récord mundial.
- Dmitri Poline — Maestro Emérito del Deporte de Rusia, campeón de los (en polaco), campeón mundial en múltiples ocasiones, poseedor del récord mundial.[2]
- Dmitri Ostapchuk — participante en los Juegos Paralímpicos de 2000.[2]
- Rybin Rustam — medallista de bronce en el Campeonato Europeo Junior (2007),[3] medallista en múltiples ocasiones en los campeonatos de Rusia.[4]
- Zajarov Oleg — Maestro del Deporte de Rusia de Clase Internacional, ganador del campeonato mundial (2021), ganador y medallista del campeonato de Rusia, ganador y medallista de la Copa del Mundo (2022), medallista de bronce de la Copa de Rusia (2023), ganador y medallista de competiciones nacionales.[1]

## Personal técnico
A lo largo de los años, la escuela ha contado con entrenadores que han formado a campeones y medallistas de los Juegos Olímpicos, campeones y poseedores de récords mundiales, europeos y rusos:  
- Entrenador de honor de Rusia – Viktor Pavlovich Saprykin,
- Entrenador de honor de Rusia – Valeri Vladímirovich Filimónov,[5]
- Entrenador de honor de Rusia – Natalia Nikolaevna Roshchina,
- Entrenador de honor de Rusia – Valentina Ivanovna Simonova,
- Entrenador de honor de Rusia – Nadezhda Aleksandrovna Ashchepkova,
- Entrenador de honor de Rusia – Vladislav Ivanovich Butov,
- Entrenador de honor de Rusia – Valeri Petrovich Bachin – profesor, Presidente de la Federación de Natación de la región de Omsk.
- Mijaíl Dmitrievich Baksheev – profesor asociado del departamento de natación de la Universidad Estatal Siberiana de Cultura Física y Deporte.[6]

## Directores de la escuela
- Vladímir Semiónovich Dobrokvashin
- Serguéi Mijáilovich Fraind
- Lev Aleksándrovich Pavlov
- Iván Kalistrátovich Kudriavtsev
- Tamara Aleksándrovna Turbina
- Gueorgui Petróvich Mijáilov
- Serguéi Viktorovich Karipánov
- Aleksandr Ivánovich Zháivoronok
- Valentina Ivánovna Simonova
- Aleksandr Ivánovich Ivánov
- Nikolái Ivánovich Rusánov (desde 2021)

## Logros
- Medalla de bronce en los Juegos Olímpicos de 1996, récord mundial (Andréi Kornéyev)
- Medalla de oro y récord mundial en los Juegos Paralímpicos de 2004 (Dmitri Poline)
- Victorias y puestos de honor en campeonatos de Europa, campeonatos de la URSS y de Rusia
- Victorias en campeonatos mundiales y etapas de la Copa del Mundo de natación subacuática[1]